# Barfüßigkeit

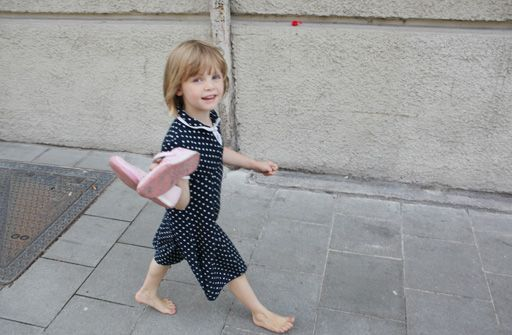
Kind beim Barfußgehen in einer Großstadt

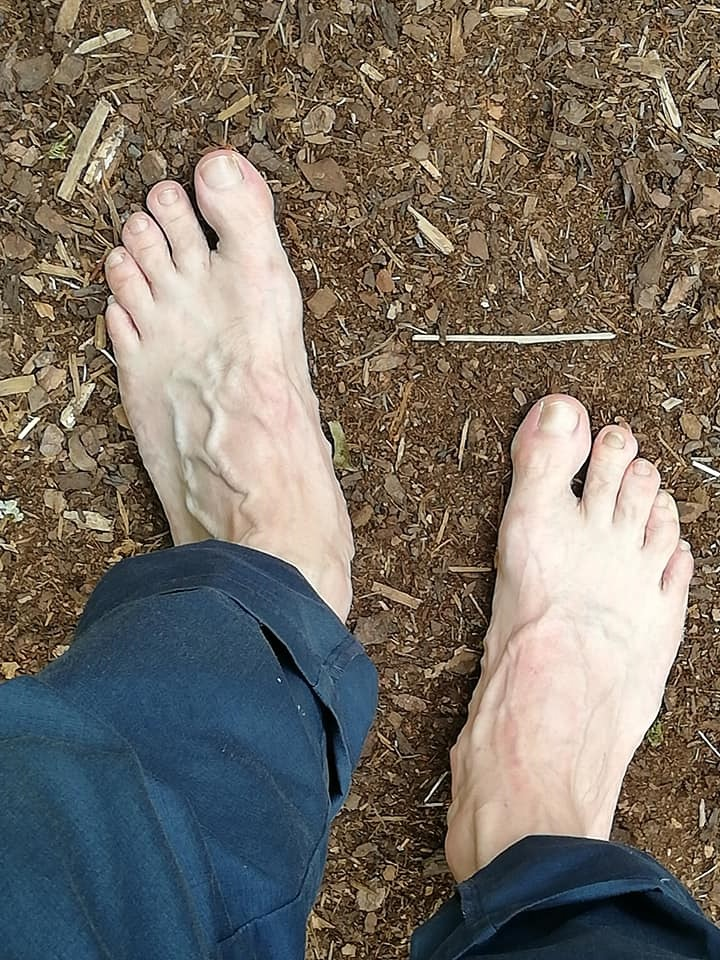
Nackte Füße gehen über weichen Rindenmulch in einem Barfußpark

Barfüßigkeit oder Bloßfüßigkeit bezeichnet den Zustand unbekleideter Füße (altertümlich „baren Fußes, bloßen Fußes“), also ohne Schuhe und Strümpfe.

## Anatomischer Hintergrund
Barfuß zu laufen stellt die natürliche Form der menschlichen Fortbewegung dar. Der menschliche Fuß besitzt eine Vielzahl von Rezeptoren und Muskeln, um den Untergrund präzise wahrzunehmen und sich ihm anzupassen; so ist es barfuß nahezu unmöglich, umzuknicken, weil man ein schiefes Auftreten schon frühzeitig bemerkt. Darüber hinaus ist die Haut an der Fußsohle selbst im untrainierten Zustand wesentlich dicker als sonst irgendwo am Körper und verstärkt sich bei dauerhaftem Barfußlaufen weiter (Hornschwiele). Dies dient sowohl der Polsterung als auch dem Schutz vor Verletzungen.
Diese Schutzwirkung hat jedoch auch ihre Grenzen, insbesondere bei extremer Kälte (Frost) oder extremer Hitze (Verbrennungen) und dem Schutz vor Verletzungen von oben. Zu diesem Zweck hat der Mensch einst Schuhe erfunden, deren Nutzung sich im Laufe der Zeit weiter zu einem Statussymbol und schließlich einem Allgemeingut entwickelt hat.

## Geschichte

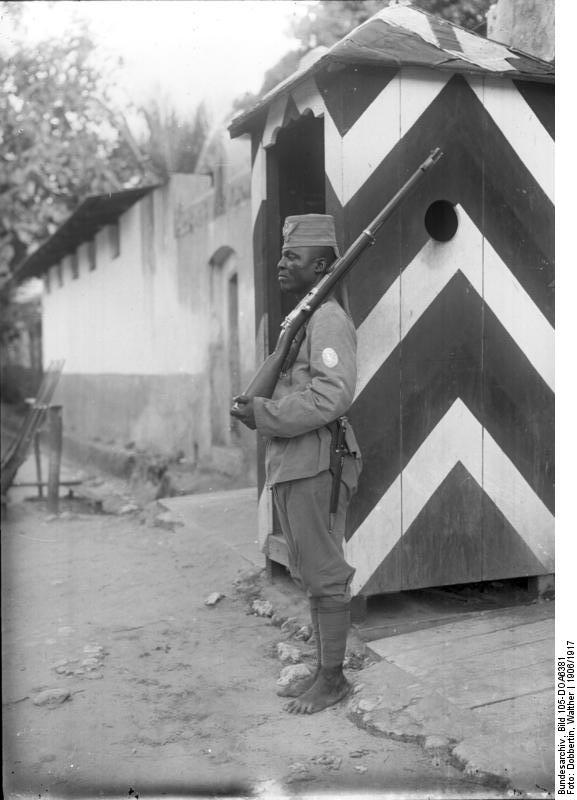
Barfüßiger Kolonialsoldat (Askari) in Deutsch-Ostafrika

Die ältesten konkreten Funde von Schuhen in Nordamerika datieren auf etwa 8300 v. Chr.; es wird jedoch vermutet, dass bereits bei der Besiedelung Eurasiens vor etwa 40.000 Jahren zumindest im hier erstmals auftretenden Winter Schuhe getragen wurden. Diese Schuhe waren noch sehr weich und dürften ähnlich wie Fellkleidung fast ausschließlich einen wärmenden Nutzen gehabt haben, der auch nur im trockenen Zustand bestand.
In der Antike, die sich hauptsächlich im Mittelmeerraum mit seinen allenfalls kurzen Wintern abspielte, entwickelte sich hingegen eine gegenteilige Schuhform, die nur aus einer sehr harten Sohle bestand, die an den Fuß gebunden wurde – ein Wärmeschutz ist hier nicht gegeben. Diese Schuhe dienten dazu, den Träger von dem (tatsächlich oder gefühlt) schmutzigen Untergrund abzugrenzen, und waren zunächst ein Privileg der Herrschenden. Im antiken Rom hingegen wurden sie schnell zu einem allgemeinen Kleidungsstück aller freien Bürger – vermutlich aus hygienischen Gründen. Sklaven blieben hingegen immer, Kinder und in anderen Städten wohl auch zumindest ärmere Bürger zumindest teilweise barfuß.
Im Mittelalter wurde das Tragen von Schuhen in Europa zu einem Allgemeingut, mit Ausnahme von Kindern im Wachstum und von Bettlern. Aufgrund dieser Ausnahmen entwickelte sich freiwillige Barfüßigkeit nun auch zu einem Symbol von Unschuld oder Enthaltsamkeit.
In Entwicklungs- und Schwellenländern mit warmem, frostfreiem Klima wie Afrika, Ozeanien und Teilen Mittel- und Südamerikas und Asiens wurde das Tragen von Schuhen meist zunächst durch die Kolonialherren aus Gewohnheit und als mehr oder minder bewusstes Statussymbol gegenüber den „wilden“ Einheimischen eingeführt. Erst zum Ende des 20. Jahrhunderts wurde auch hier das Tragen von Schuhen zu einer Selbstverständlichkeit – wobei es sich dabei meistens um Flip-Flops handelt. Heute stellt Barfüßigkeit aus Armut selbst in den ärmsten Entwicklungsländern eine Ausnahme dar, allerdings sind barfüßige Kinder dort nach wie vor normal.

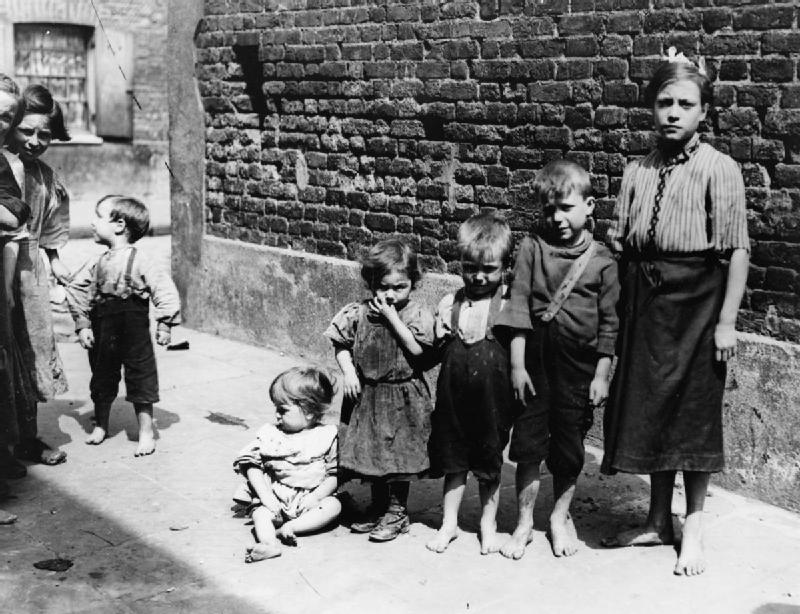
Barfüßige Kinder in einem Armenviertel in Großbritannien vor dem Ersten Weltkrieg

In Europa war Barfüßigkeit aus Armut insbesondere bei Kindern und in ländlichen Regionen noch bis Mitte des 20. Jahrhunderts weit verbreitet; Hauptgründe dafür waren Landarmut und soziales Elend in großen Städten, häufig verstärkt durch Wirtschaftskrisen und Kriege. Erst mit dem in den 50er Jahren einsetzenden Massenwohlstand und der zunehmenden industriellen Schuhherstellung wurden Schuhe auch hier selbstverständlich.
Die zunehmende Normalität des Schuhetragens führte ab den 60er Jahren aber auch zu einem gegenteiligen Trend, als gegenkulturelle und alternative Bewegungen, vor allem die Hippies, aber auch 68er, New Ager, Punks und Ökos, Barfußgehen als Ausdruck von Konsumverzicht, nonkonformistischer Abgrenzung vom gesellschaftlichen Mainstream und Naturverbundenheit populär machten. Barfußgehen war dadurch zunehmend kein Symbol von Armut mehr, sondern wurde zum Ausdruck von alternativem Kleidungs- und Lebensstil sowie von Erd- und Naturverbundenheit.
In städtischen Gebieten in Europa und Nordamerika wird Barfußgehen heute häufig als ungewöhnlich wahrgenommen. Hierbei handelt es sich um einen bewussten und oft vorübergehenden Verzicht auf Schuhe aus Nonkonformismus, aus religiösen Gründen oder schlicht aus Bequemlichkeit.
In einigen Ländern mit westlich geprägtem Lebensstil und günstigen klimatischen Bedingungen, insbesondere Südafrika, Australien, Neuseeland und manchen Regionen der USA, ist öffentliches Barfußgehen hingegen auch heute noch verbreitet und wird meistens nicht als ungewöhnlich, sondern als normal wahrgenommen.

## Religiöse und kulturelle Aspekte
Die Wirkung von Barfüßigkeit kann situationsbedingt sehr unterschiedlich sein – in bestimmten Kontexten wie etwa bei religiösen Ritualen und Orten, aber auch in fremden Wohnungen kann es als Zeichen der Höflichkeit gelten, barfuß oder zumindest unbeschuht zu sein. Manche Leute können den Anblick nackter Füße auch als erotisch empfinden oder von ihnen sogar sexuell erregt werden (Fußfetischismus). In anderen Situationen können nackte Füße jedoch auch negative Empfindungen wie Ekel und Empörung auslösen, da sie bei einigen Personen mit negativen Aspekten wie Dreck, Fußgeruch und Fußpilz assoziiert sind, oder Barfüßigkeit wird als unangemessene Abweichung von der sozialen Norm und Ausdruck von mangelnder Hygiene, mangelnder Etikette oder unerwünschter Freizügigkeit empfunden. Auch das eigene Empfinden von Barfüßigkeit kann situationsbedingt unterschiedlich sein – positive Empfindungen können Gefühle der Befreiung, Entspannung und Bodenhaftung sein, negative Empfindungen hingegen Entblößtheit, Verletzlichkeit und Schutzlosigkeit. In bestimmten Kontexten wie Gefangenschaft (siehe Abschnitt Gefangenschaft), Sklaverei und Folter kann Barfüßigkeit, oft ergänzt um Entblößung anderer Körperteile bis hin zu kompletter Nacktheit, bewusst zur Erniedrigung und Bloßstellung der Person eingesetzt werden.

### Frömmigkeit

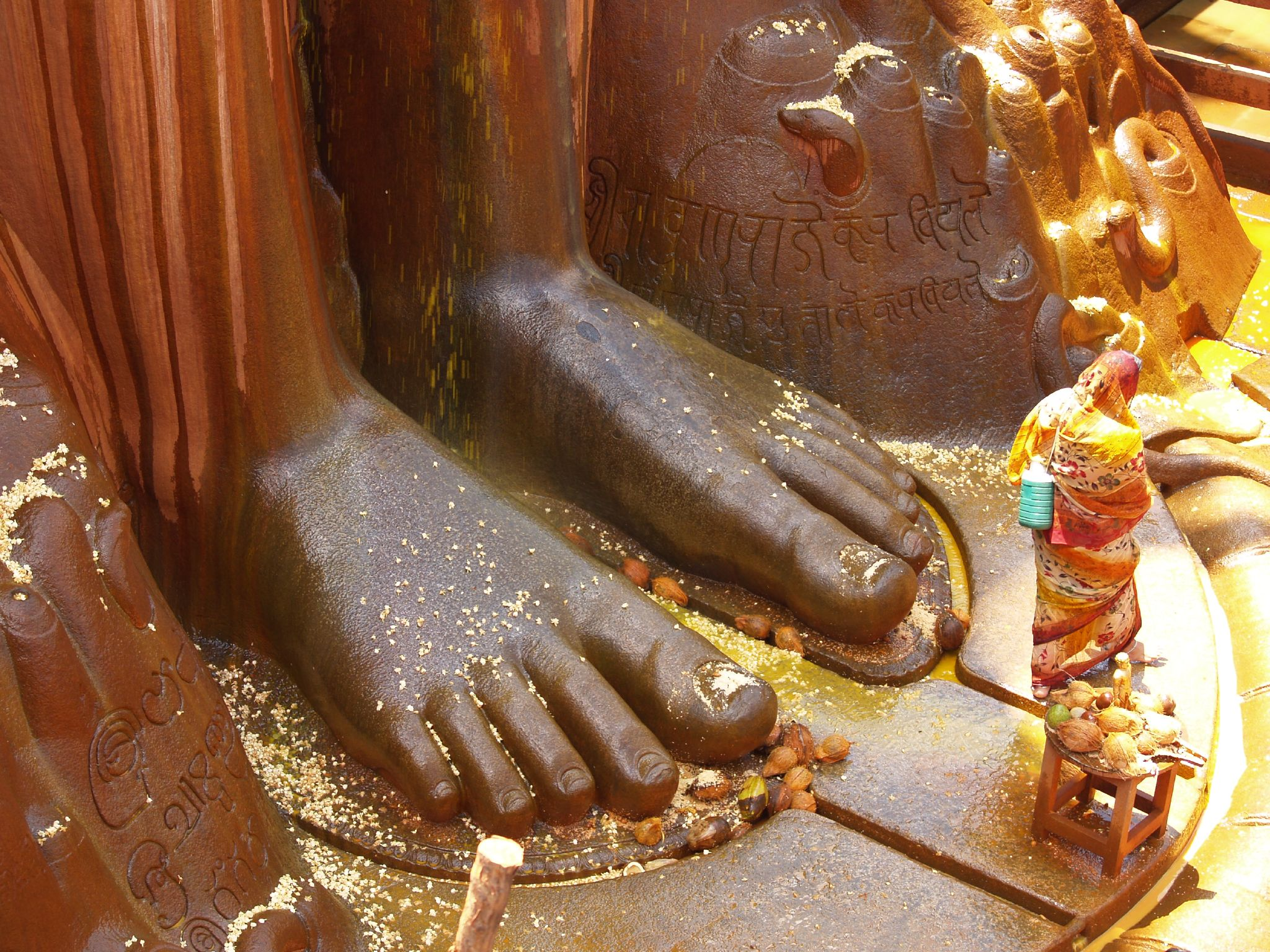
Füße der jainistischen Shravanbelgola-Figur

In zahlreichen religiösen Traditionen gilt das Ablegen der Fußbekleidung als Geste der Frömmigkeit und der Ehrerbietung, besonders beim Betreten heiliger Plätze.
- Als sich Moses im Buch Exodus dem brennenden Dornbusch näherte, wurde er aufgefordert, die Schuhe auszuziehen.
- Muslime verrichten das Gebet unbeschuht (normalerweise auf einem Gebetsteppich oder während des Gottesdienstes in einer Moschee), und vor Betreten des Gebetsraums der meisten Moscheen muss man die Schuhe ausziehen.
- Auch die Hindus und Karäer legen vor dem Betreten des Gotteshauses die Schuhe ab.
- Einige christliche Kirchen praktizieren die Tradition der barfüßigen Wallfahrt, zum Beispiel der Marsch auf den Croagh Patrick in Irland.
- Schuhe gehören auch nicht zur Bekleidung der buddhistischen Mönche. Ihre Kleidung besteht im Wesentlichen aus sanghâti (Obergewand), uttarâsanga (Gewand) und antaravâsaka (Untergewand).
- Neuheiden und Hippies sehen in den entblößten Füßen einen Weg, mit den Elementen in Kontakt zu treten.
- Bei den Amish laufen insbesondere Kinder und Frauen sehr oft barfuß.

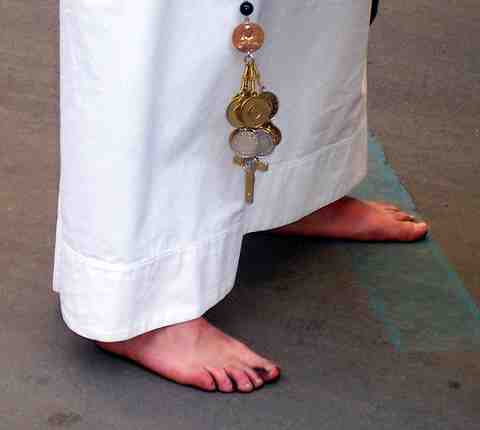
Barfüßige Perdoni in Spanien

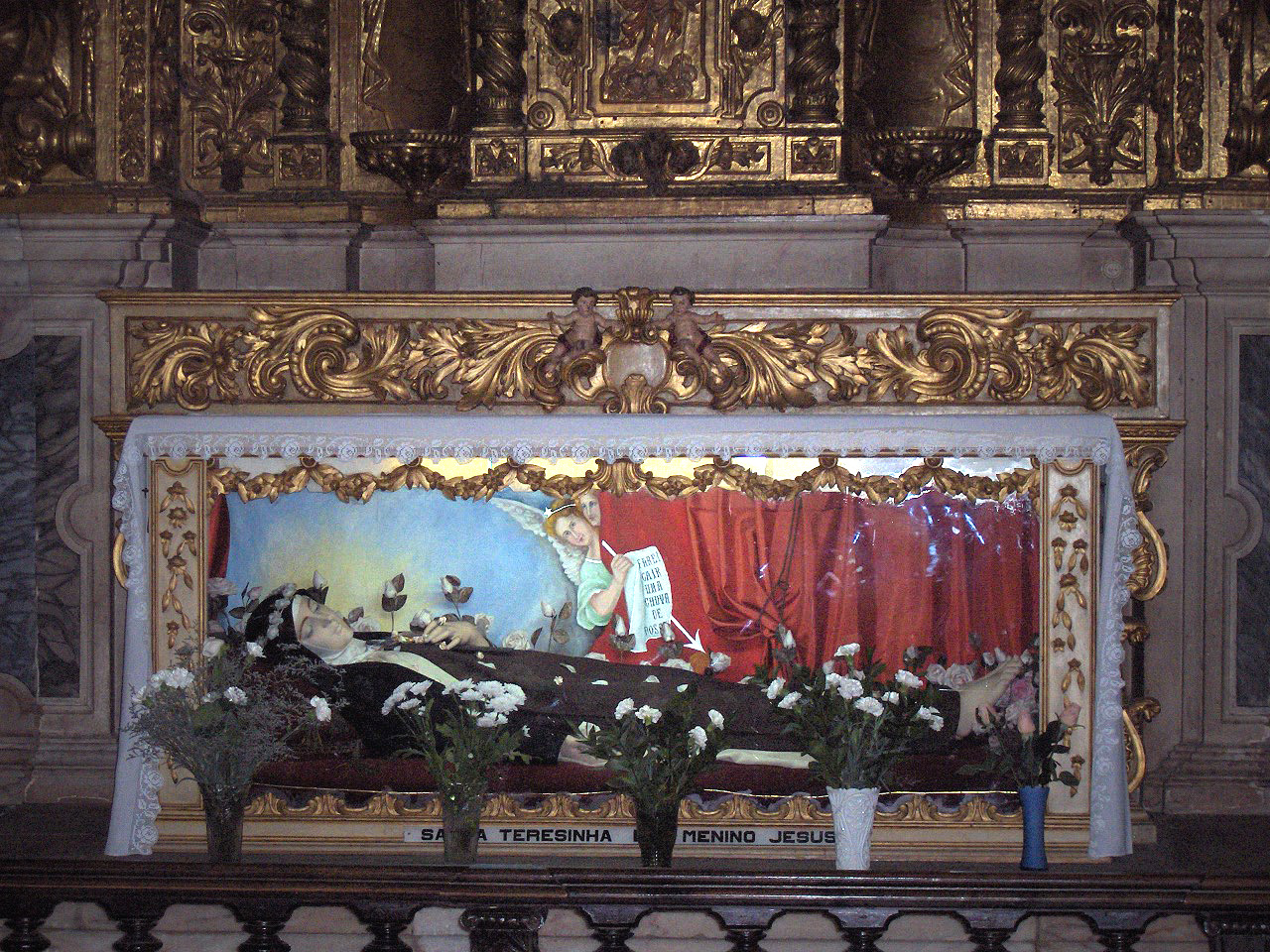
Schrein der Unbeschuhten Karmelitin Therese von Lisieux (kleine hl. Therese)

Im Barfußgehen sieht man auch eine verbreitete Form der Kasteiung, die häufig mit anderen Formen wie Pilgerschaft, als Buße oder asketische Übung verbunden ist.

#### Barfüßer
Barfüßer (latein.: Discalceati, „Unbeschuhte“) nennt man bestimmte katholische männliche und weibliche Ordensgemeinschaften, deren Mitglieder barfuß waren bzw. noch sind. Sie gehen entweder ganz ohne Fußbekleidung oder tragen Sandalen oder mit Riemen befestigte Sohlen. Das Barfußgehen wurde offizielle monastische Praxis, seit es Teresa von Avila 1560 den Unbeschuhten Karmelitinnen vorschrieb. Insbesondere die strengeren Observanzen der Bettelmönche haben dieses Zeichen der Armut und der Entsagung angenommen, zunächst die Franziskaner und die Klarissen sowie die Karmeliten, die Mercedarier, die Passionisten, die Serviten und die Trinitarier. Als äußere Veranlassung gilt die biblische Aufforderung Jesu an die Jünger, bei der Mission nicht einmal Schuhe mitzunehmen (Matthäus 10, 10, vgl. Lukas 10, 3). Heute tragen Barfüßer normalerweise Sandalen.
Siehe auch: Barfüßerkirche

### Barfüßigkeit auf der Bühne

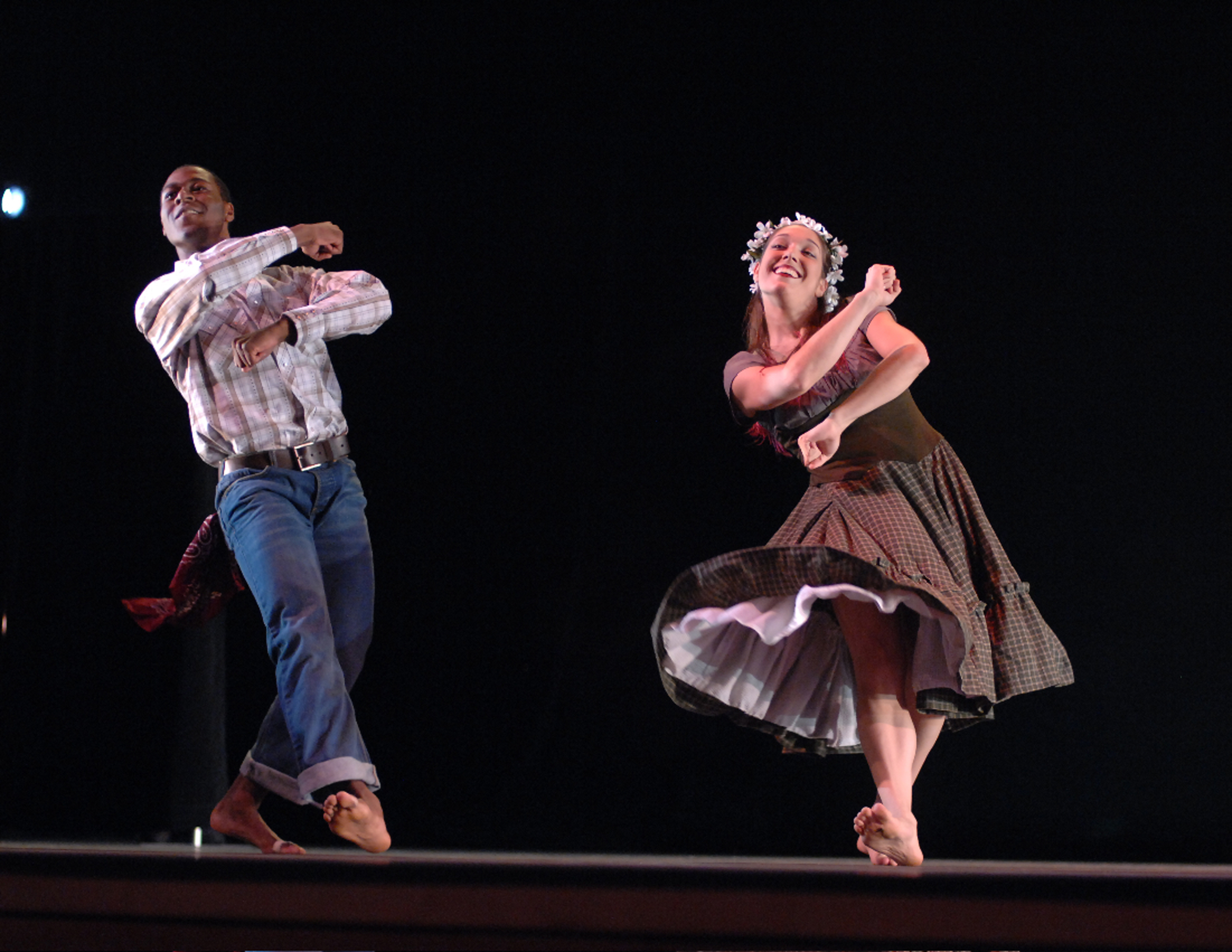
Barfüßige Tanzaufführung

In Tanz-, Theater- oder Opernaufführungen drücken bloße Füße häufig bestimmte Gefühle, Furcht, Verwundbarkeit, eine Niedergeschlagenheit und/oder Vertrautheit aus. Sie mildern Nervosität oder Angst oder vermitteln sogar einen bestimmten körperlichen wie seelischen Zuspruch. Zahlreiche Tanzstile, von traditionellen Volkstänzen wie Orientalischem und Indischem Tanz bis hin zu modernen wie Modern Dance und Ausdruckstanz, werden grundsätzlich barfuß ausgeführt, was sowohl dazu dienen kann, bestimmte Emotionen auszudrücken als auch die Bewegung der Füße besser zu spüren und die Füße freier und feiner bewegen zu können.
Zu den wichtigsten Vertretern des modernen Tanzes zählte die US-Amerikanerin Isadora Duncan (1877–1927), die den modernen Ausdruckstanz entwickelte und als eine der ersten modernen Tänzerinnen barfuß auftrat. Ihre Vorstellung von Tanz war eine Abkehr vom klassischen Ballett und Rückbesinnung auf die Antike sowie zur Natur, was unter anderen darin zum Ausdruck kam, dass sie im Gegensatz zu damaligen Tänzerinnen und Ballerinen ohne Tutu und Spitzenschuhe und stattdessen mit nackten Beinen und Füßen auftrat, was seinerzeit revolutionär wirkte und bei Publikum und Presse anfangs Verwunderung und Empörung auslöste. Eine weitere bekannte Vertererin des modernen Barfuß-Tanzes ist Maud Allan (1873–1956), die in selbstgemachten Kostümen und barfuß auftrat und ihrerzeit ebenfalls als kontrovers galt.

### Barfüßigkeit in der Wohnung
In vielen Kulturen ist das Tragen von Schuhen in der privaten Wohnung verpönt. Das Ablegen der Schuhe ist, vor allem aus Reinlichkeits- und Hygienegründen, in Ländern mit rauem Klima wie in Japan, China, Vietnam oder Kanada verbreitet, aber auch in vielen muslimisch geprägten Ländern und Regionen wie der Türkei und Arabien.

### Zeichen der Armut oder der Trauer

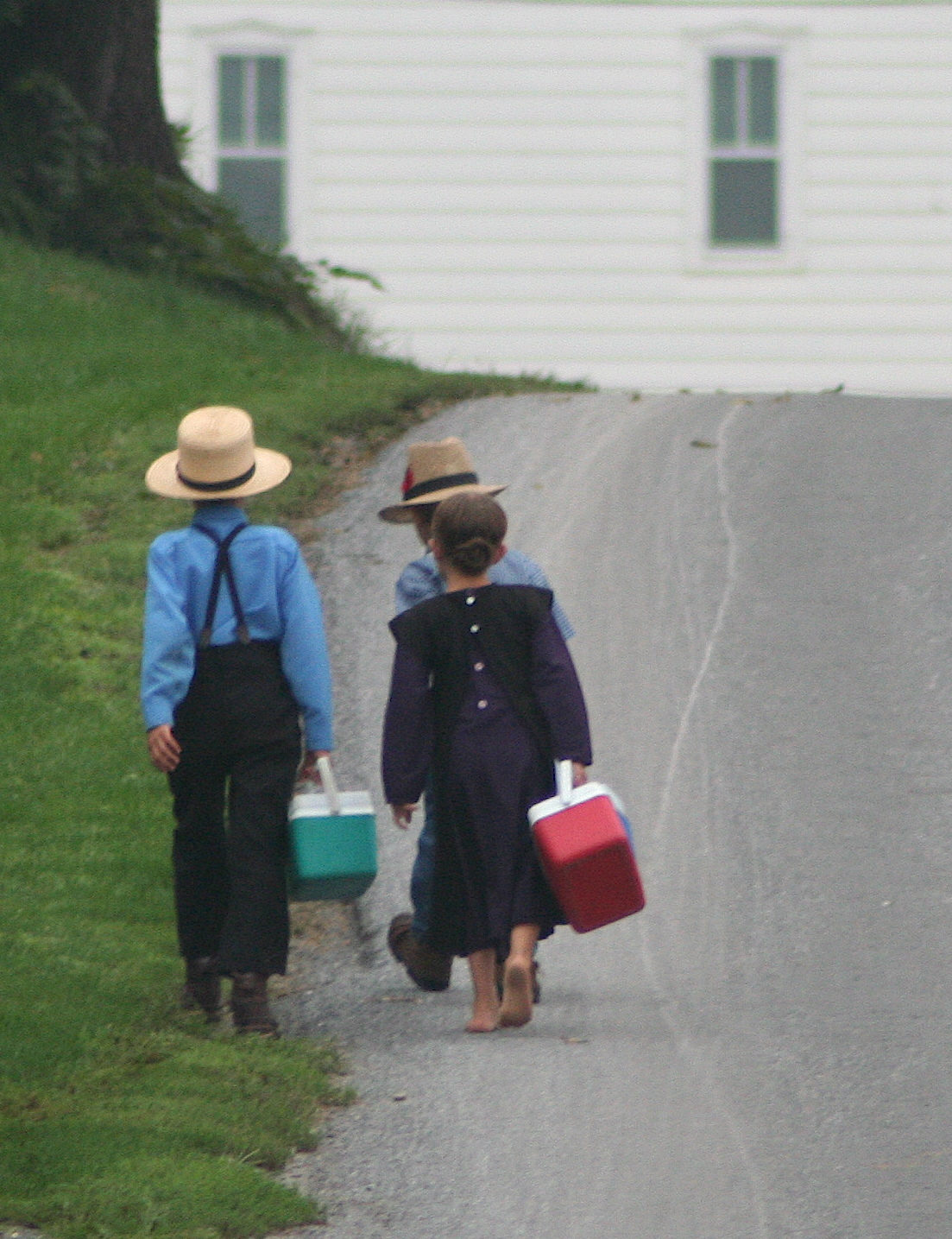
Barfuß laufendes Amish-Kind auf dem Weg zur Schule

Barfüßigkeit rührt aus der Zeit des Römischen Reiches, in der die Mode für die wohlhabenden römischen Bürger Kleidung einschließlich Fußbekleidung vorsah, während die Sklaven und die Unterschicht barfuß gingen. Im Mittelalter waren lederne Schuhe und Stiefel so teuer, dass die Ärmeren häufig entweder barfuß oder in Fußlappen gingen. In Kunst und Literatur symbolisieren bloße Füße häufig Armut.
Die Allegorien, z. B. Tugenden und Laster, tragen grundsätzlich keine Schuhe; ihr Merkmal ist neben der klassischen Tuchgewandung die Barfüßigkeit.
Barfüßigkeit, teilweise verbunden mit völliger Nacktheit, war im Altertum als Symbol der Klage verbreitet.

### Symbol der Unschuld
Diese verbreitete amerikanische Literaturtradition rührt aus dem 18. und 19. Jahrhundert, als Barfüßigkeit vor allem auf dem Lande als Bestandteil von Kinderspielen angesehen wurde, besonders in den Romanen von Mark Twain und den Gedichten John Greenleaf Whittiers. Barfüßige Kinder oder junge Frauen sind auch verbreitet in den Gemälden und Skizzen von Norman Rockwell, William-Adolphe Bouguereau, Giulio del Torre, Hans Thoma, Ferdinand Georg Waldmüller, Anton Ebert, Jules Breton und den Präraffaeliten. Auch in einigen auf dem schwedischen Land des späten 19. bis frühen 20. Jahrhunderts spielenden Büchern von Astrid Lindgren wie Wir Kinder aus Bullerbü und Michel aus Lönneberga sowie den entsprechenden Verfilmungen werden die Kinder oft barfuß dargestellt.

### Symbol des Friedens
Als besondere Art des Mahatma-Gandhi-Gedenkens hat sich das Barfußgehen um sein Denkmal gebildet. Das Tragen von Schuhen innerhalb der Gandhi-Gedenkstätte Raj Ghat ist untersagt.
Der International Refugee Trust veranstaltet regelmäßig „Barefoot Peace Walks“, barfüßige Friedensdemonstrationen, um die Verletzlichkeit der Bevölkerung in Krisengebieten darzustellen.

### Zeichen alternativen Lebensstils
Beginnend mit der Hippie-Bewegung der 60er Jahre wurde Barfußlaufen in alternativen Kreisen als Ausdruck nonkonformistischen Kleidungs- und Lebensstils und zur bewussteren Wahrnehmung der Umgebung populär und wird noch heute von einigen Anhängern alternativer Lebensformen und Subkulturen praktiziert.

## Gefangenschaft

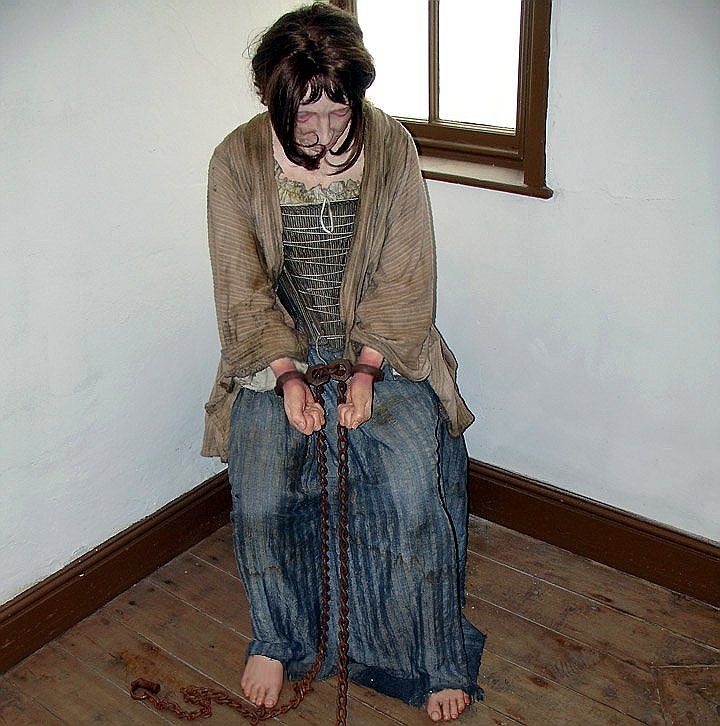
Gefangene mit bloßen Füßen, Wales 19. Jh. (Museum)

Bis heute ist es in vielen Ländern üblich, infolge hoheitlicher Freiheitsentziehung in Gefangenschaft gehaltene Personen zwangsweise barfüßig zu belassen; früher war dies auch unter der Sklaverei verbreitet. Hierdurch wird sich zum einen der abgrenzenden Wirkung der Barfüßigkeit im optischen Kontrast zum gewöhnlichen Erscheinungsbild bedient und sinnbildhaft der Verlust des Standes in der Gesellschaft gekennzeichnet (siehe Geschichte).
Zum anderen bedingt das Vorenthalten von Schuhwerk für die barfüßig gehaltene Person eine körperlich spürbare Zunahme der Empfindlichkeit gegenüber äußeren Gegebenheiten und Einwirkungen, somit auch eine erhöhte Verletzlichkeit.

### Sklaverei in Antike und Neuzeit
Seit dem Zeitalter der frühen Antike stellt es für die bürgerliche Bevölkerung praktisch aller Zivilisationen einen gesellschaftlich gefestigten Standard dar, Schuhwerk zu tragen. So war es im antiken Rom üblich, dass freie Bürger den Calceus (Römer-Schuh) in verschiedenen Ausprägungen trugen, in Abgrenzung hierzu mussten deren Sklaven barfuß gehen. In neuzeitlichen Sklavengesetzen (z. B. amerikanischen „slave codes“) existierte häufig eine Vorschrift, durch welche auch die dortigen Sklaven gezwungen wurden, barfuß zu gehen. Im Sklavengesetz von „Cape Town“ findet sich beispielhaft die Formulierung „Slaves must go barefoot and must carry passes (Sklaven müssen barfuß gehen und Pässe tragen)“. Hiermit war in denjenigen Staaten, in denen die Sklaverei formell praktiziert wurde (z. B. die US-amerikanischen Südstaaten oder Brasilien), im Umkehrschluss das Tragen von Schuhwerk wie bereits in der Antike ein äußeres Kennzeichen persönlicher Freiheit. Barfuß gehende Menschen wurden auf Anhieb als Sklaven identifiziert, für freie Menschen war Barfüßigkeit daher verpönt und wurde konsequent vermieden. Diese Wahrnehmung wirkt in vielen Bundesstaaten der USA bis heute fort, so dass auch im privaten Bereich zumeist normales Schuhwerk getragen wird und Barfüßigkeit generell tabuisiert ist.
In einigen Gesellschaften der Gegenwart kommt dies in vergleichbarer Weise zur Anwendung, etwa bei den Tuareg, bei welchen nach wie vor Menschen inoffiziell in Sklaverei gehalten werden und hierbei dem Zwang zur Barfüßigkeit unterliegen.

### Historische Gefangenschaft
Vor allem in Ländern der westlichen Zivilisation stellt es seit jeher die gesellschaftliche Normalität dar, jederzeit Schuhwerk zu tragen. Dies führt sehr häufig dazu, dass früher wie heute öffentlich barfuß gehende Menschen zumeist unterschwellig Aufmerksamkeit erregen und als von gesellschaftlichen Konventionen abweichend angesehen werden. In vergangenen Jahrhunderten galten entblößte Füße in der Gesellschaft als besonders anstößig und waren verpönt. Barfüßige Personen waren daher selbst im bäuerlichen Stand faktisch nicht anzutreffen (siehe Schuhe:Hoch- und Spätmittelalter). Daher war es zunächst ein naheliegendes und einfaches Mittel der Kennzeichnung, in Gefangenschaft genommenen Personen unter anderem die Beschuhung zu entziehen und sie in der Folge barfüßig zu belassen. Handwerklich hergestelltes Schuhwerk musste vor Beginn der Massenfertigung verhältnismäßig teuer erkauft werden und selbst einfaches Schuhwerk war nur mit gewissem Aufwand herzustellen (vgl. Schuhe:Hoch- und Spätmittelalter, ff.), daher eigneten sich Gerichtsdiener im Rahmen der üblichen Beschlagnahme von Bekleidungsgegenständen zumeist auch die Fußbekleidung der Gefangenen an. Die Gefangenen wurden sodann vor Gericht und in der Öffentlichkeit mit sichtbar entblößten Füßen vorgeführt und konnten von jedermann auf diese Weise gesehen werden. Der gesellschaftliche Ansehensverlust, welcher durch die zumeist in angelegten Fesseln vorgenommene öffentliche Vorführung eintrat, wurde durch die sichtbare Barfüßigkeit zusätzlich betont.
In Ländern der westlichen Zivilisation finden sich daher häufig bildhafte Darstellungen aus vorangegangenen Jahrhunderten, bei welchen Gefangene in einfacher Kleidung mit entblößten Füßen gezeigt werden. Bevor die sinnbildhaft kennzeichnende Sträflingskleidung in ihren verschiedenen Ausprägungen eingeführt wurde, diente die Barfüßigkeit daher traditionell als augenscheinliches Kennzeichen von Gefangenschaft in Abgrenzung zum Erscheinungsbild der beschuhten Bevölkerung.

### Gefangenschaft in der Neuzeit
Auch gegenwärtig ist es in vielen Ländern üblich, Häftlinge in hoheitlichen Gefängnissen barfüßig zu verwahren. Dies ist dokumentiert unter anderem in China, Simbabwe, Thailand, Uganda, dem Iran, Pakistan, Indien, dem Kongo, Malawi, Ruanda, Côte d’Ivoire (Elfenbeinküste) und Nordkorea. In Thailand werden Angeklagte traditionell auch vor Gericht barfuß vorgeführt.
Die Kennzeichnung von Gefangenen mittels Barfüßigkeit wurde zeitweilig auch im US-amerikanischen Bundesstaat Texas an weiblichen Häftlingen praktiziert. So war es in texanischen Haftanstalten bis in das 20. Jahrhundert hinein eine gängige Verfahrensweise, Frauen in der Gefangenschaft das Tragen von Schuhwerk zu verwehren. Im Gegensatz hierzu stand männlichen Häftlingen ohne weiteres entsprechendes Schuhwerk zur Verfügung.
Innerhalb Deutschlands war es zur Zeit des Nationalsozialismus eine häufig anzutreffende Praxis in Haftanstalten und Arbeitserziehungslagern für Frauen (z. B. AEL Fehrbellin, Frauenabteilung im AEL Hunswinkel), die Inhaftierten in der Gefangenschaft durchgehend barfuß zu halten und auch mit bloßen Füßen ungeachtet der Witterung zum Teil schwere Zwangsarbeit verrichten zu lassen.

## Im Sport

### Weltrekorde in der Leichtathletik

#### Abebe Bikila (äthiopischer Marathonläufer)
Bei den Olympischen Sommerspielen 1960 in Rom gewann Abebe Bikila den Marathonlauf, wobei er als einziger Athlet die Strecke barfuß lief.

#### Zola Budd (südafrikanische Langstreckenläuferin)
- 1984 unterbot Zola Budd barfuß den 5000-Meter-Weltrekord in 15:01,83 Minuten (nicht offiziell anerkannt).[44]
- 1985 stellte sie barfuß einen offiziellen Weltrekord über 5000 m auf (14:48,07 min).[44]
- 1986 lief sie barfuß Hallenweltrekord über 3000 m.[44]

### Weltrekorde im Barfußwandern

#### Michael Essing (Deutschland)
Den ersten offiziellen Weltrekord für die längste barfuß gemachte Reise erzielte Michael Essing aus Neuenkirchen (Kreis Steinfurt). Er wanderte im Sommer 2013 ohne seine übergroßen Schuhe (Michael Essing hat Schuhgröße 53) in 100 Tagen auf einer 1.488,09 km langen Strecke durch Deutschland von der dänischen bis zur Schweizer Grenze. Das entspricht einem täglich zurückgelegten Barfußmarsch von 14,9 km Streckenlänge.

#### Eamonn Keaveney (Irland)
Die längste barfüßige Wanderung der Welt wird derzeit vom Guinness-Buch der Rekorde (Ausgabe 2018) mit 2.080,14 km beziffert. Der Ire Eamonn Keaveney aus Claremorris umrundete Irland in 104 Tagen auf seinen nackten Fußsohlen. Er legte dabei im Durchschnitt (ohne Ruhetage) täglich 23,11 km zurück (längste barfuß gemachte Tagesetappe: 37,75 km). Unterwegs musste er sieben Glasscherben und ca. 20 tief eingetretene Dornen aus seinen mehrfach wund gelaufenen Füßen entfernen.

### Barfußlauf als Trainingsmethode
Da beim Barfußlauf die Fußmuskulatur besser genutzt wird und auch der Dehnungs-Verkürzungs-Zyklus der Wadenmuskulatur besser ausgeschöpft werden kann, ist analysiert worden, inwieweit der Barfußlauf (bzw. der Lauf mit Schuhen, die einen Fastbarfußlauf ermöglichen) eine positive Wirkung auf die Laufökonomie hat. Es zeigte sich, dass sowohl bei 11 km/h als auch bei 13 km/h signifikante Leistungsverbesserungen nach vier Wochen Barfußlauf auftraten.

### Barfüßigkeit im Sportunterricht
Im Sportunterricht, insbesondere an Grundschulen, ist es teilweise bis heute üblich, dass die Schüler barfuß teilnehmen können oder je nach Sportart gelegentlich auch müssen. Früher dürfte dies vor allem aus Wohlstandsgründen geschehen sein (viele Familien hatten bis in die 50er/60er Jahre hinein kein Geld für Sportschuhe), heute ist es in der Regel eine freiwillige Entscheidung der Schüler.
Bis in die 1980er Jahre war es besonders in Grundschulen häufig üblich, Schüler, die ihre Sportsachen oder zumindest ihre Turnschuhe vergessen hatten, barfuß am Sportunterricht teilnehmen zu lassen. Auf der einen Seite sollten sie dadurch für ihre Vergesslichkeit bestraft werden, auf der anderen Seite aber dennoch am Sportunterricht teilnehmen. So sollte auch ein „absichtliches Vergessen“, nur um dem Sportunterricht zu entgehen, verhindert werden. Vereinzelt kommt diese Methode auch heute noch zur Anwendung. Viele Lehrkräfte trauen sich heute nicht mehr, einzelne Schüler barfuß turnen zu lassen, während alle anderen Turnschuhe tragen. Daher greifen sie beim Vergessen der Ausrüstung häufig auf andere Maßnahmen zurück. An einzelnen Schulen ist das Barfußturnen heute auch nicht mehr erlaubt.

### Barfüßigkeit in Kampfkünsten
In vielen traditionellen fernöstlichen Kampfkunstarten wie z. B. Taekwon-Do, Karate, Judo, Jiu Jitsu, Kendō usw., besteht die Tradition, grundsätzlich barfuß zu trainieren und zu kämpfen. Der direkte Kontakt der Füße zum Boden verleiht den Kämpfern Stabilität und bewussteres Wahrnehmen ihrer Bewegungen. Mit Schuhen bestünde darüber hinaus ein erhöhtes Verletzungsrisiko für den Gegner.

### Weitere Sportarten
Es gibt einige weitere Sportarten, die häufig bis immer barfuß ausgeführt werden, darunter Gerätturnen, Strandsportarten wie Beachvolleyball und Beachsoccer sowie einige moderne Tanzstile wie Modern Dance oder Contact Improvisation.
Eine berühmte urbane Legende besagt, dass die indische Fußballnationalmannschaft nicht an der Weltmeisterschaft 1950 teilnahm, da ihr von der FIFA nicht erlaubt wurde, barfuß zu spielen. Tatsächlich waren dafür jedoch andere Gründe ausschlaggebend.
Die ersten Skateboarder fuhren barfuß, da sie dies vom Surfen, aus dem sich das Skateboarding heraus entwickelte, gewohnt waren.

## Gesundheitlicher Nutzen

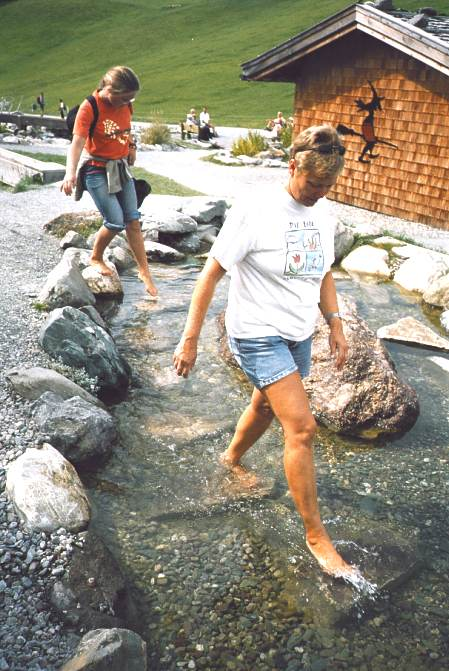
Wassertretbecken am Barfußpfad des „Hexenwassers“ bei Söll in Tirol

### Allgemein
Viele Lebensreformer – der populärste war Sebastian Kneipp – haben das Barfußgehen als wichtiges Element der Gesundheitsvorsorge empfohlen. Kneipp begründete das vor allem mit einem durchblutungsfördernden Abhärtungseffekt. Dadurch wird der Kreislauf gestärkt und vermehrt Körperwärme freigesetzt. In der Kneipptherapie wird Barfußgehen auf nassen Böden, im Wasser (Wassertreten), auf taufrischen Wiesen (Tautreten) oder Schnee (Schneegehen) unter anderem als Mittel gegen Erkältungskrankheiten eingesetzt.
Auch heute empfehlen Ärzte und Physiotherapeuten, insbesondere Orthopäden, das Barfußgehen als Bestandteil einer gesunden Lebensweise.

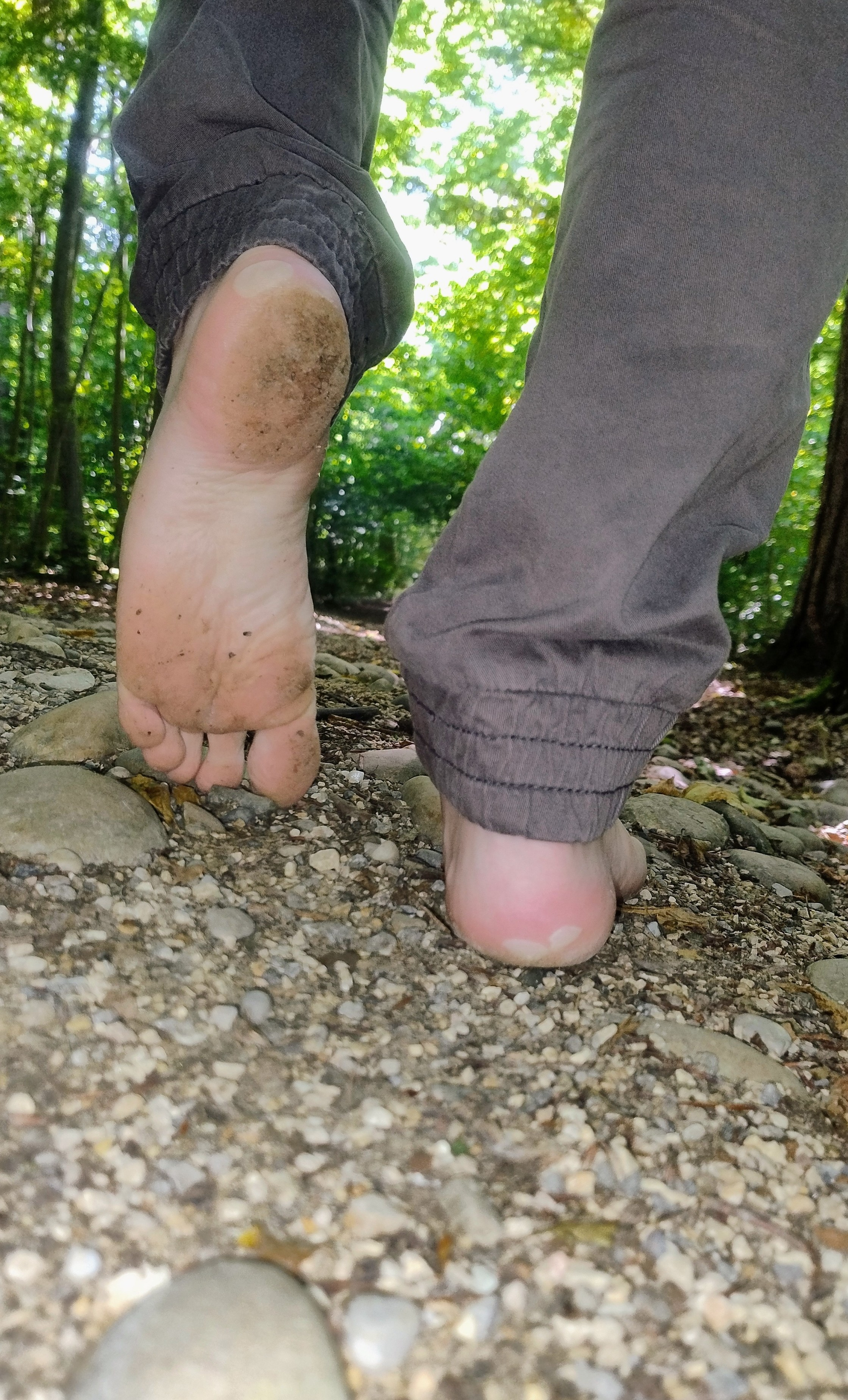
Nackte Füße laufen über Kies auf einem Barfußpfad nach Kneipp'scher Art

### Fußform und -muskulatur
Vor allem Kinder sollen möglichst viel barfuß gehen oder laufen, um ihre Fußmuskulatur zu kräftigen und ihre korrekte Zehenstellung lebenslang zu behalten. Das verringert das Risiko von Fußschäden wie zum Beispiel Senkfüßen, Spreizfüßen, Plattfüßen oder dem als Spätschaden gefürchteten Hallux valgus, der auch durch die Damenschuhmode begünstigt wird und oftmals nur operativ korrigiert werden kann.
Rehakliniken mit orthopädischen und psychosomatischen Schwerpunkten richten häufig Barfußpfade zur Nutzung im Kurbetrieb ein. Die Ärzte und Physiotherapeuten gehen davon aus, dass Barfußgehen auf unterschiedlichen Untergründen die Behandlung von körperlich oder psychisch bedingten Beschwerden des Bewegungsapparats unterstützen kann. Fußgymnastikübungen können das sinnvoll ergänzen.
Dies wird wie folgt erklärt: Beim Gehen stellen Füße und Wirbelsäule eine funktionale Einheit dar. Hierbei wirkt eine durch regelmäßiges Barfußgehen durchtrainierte Fußmuskulatur als Stoßdämpfer, was den Bandscheiben sehr zugutekommt. In den Feinheiten des Bewegungsablaufs stimmen sich Füße und Wirbelsäule automatisch aufeinander ab. Deshalb können sich durch die intensive Bewegung der Füße beim Barfußgehen auf abwechslungsreichem Boden schmerzhafte (oftmals psychisch bedingte) Wirbelblockaden lösen. Solange die Zehenbeweglichkeit in Schuhen eingeschränkt ist, kann diese Wirkung nicht zum Tragen kommen. Eine Alternative stellen Barfußschuhe dar, welche die Fußmechanik kaum einschränken.
Durch das Barfußgehen wird neben der Fußmuskulatur auch die Wadenmuskulatur aufgebaut und gekräftigt. Deshalb werden Barfußspaziergänge in Verbindung mit Kneippanwendungen für die Behandlung von Venenleiden wie zum Beispiel Krampfadern eingesetzt. Der als Ausflugsziel bekannte Barfußpark Dornstetten dient unter anderem auch als Therapieeinrichtung für das naheliegende Venensanatorium.

### Sensorik und Gleichgewichtssinn
Barfußlaufen verbessert, bedingt durch die vielen Nervenzellen an den Fußsohlen, auch Sensorik, Koordinationsvermögen und Gleichgewichtssinn. Durch wissenschaftliche Untersuchungen wurde gezeigt, dass ein reines Sensoriktraining für die Fußsohle bei Grundschulkindern hochgradige Verbesserungen in der Gesamtkörperkoordination bewirkt. Doch auch ältere Menschen können vom Barfußgehen profitieren, z. B. durch Schulung ihrer Sensomotorik zur Verringerung des Sturzrisikos.

### Kreislauf und Psyche
Barfußlaufen regt die Durchblutung der Füße und Beine an, fördert damit den Kreislauf und senkt den Blutdruck, was wiederum zur Entspannung beiträgt, Stress abbaut, die Konzentration steigert und die Stimmung hebt.

### Barfußlaufen und Sport
Laufsportler und Sportmediziner wie z. B. Thomas Wessinghage empfehlen Barfußlaufen auch als Trainingsergänzung für den Laufsport. Dieser Vorschlag beruht auf der Erfahrung, dass sich beim Barfußlaufen von alleine eine stoßfreie und gelenkschonende Gangart entwickelt, bei der vor allem der Vorfuß aktiv ist (der so genannte Ballengang im Gegensatz zum Fersengang). Passiver (d. h. muskulär wenig unterstützter) Fersengang in wenig gedämpften Schuhen kann zu Gelenkschäden (Kniegelenk, Hüftgelenk, Rücken) führen. Allerdings verleiten gerade gedämpfte Schuhe zu passivem Fersengang, wogegen Barfüßigkeit und flache bzw. dünne, ungedämpfte Sohlen einen aktiven Geh- und Laufstil mit Tendenz zum Ballengang/-lauf fördern, weshalb z. B. in Sportfachzeitschriften regelmäßig Schuhe mit ungedämpften, sehr flachen Sohlen empfohlen werden. Dämpfung im Vorderschuh (im Ballenbereich) sollte ohnehin generell vermieden werden, da sie nicht nur keinerlei Nutzen bringt, sondern sogar zur Spreizfußentstehung beiträgt.
Einer Studie der US Army Baylor University zufolge verletzen sich Läufer mit festem Schuhwerk dreimal häufiger als jene, die barfuß oder mit Minimalschuhen laufen. Dies sei darauf zurückzuführen, dass gedämpfte Laufschuhe einen Laufstil fördern, der für Gelenke und Sehnen belastender ist (Abrollen über die Ferse).

## Gesundhetiliche Risiken
Zwar wird das Barfußgehen und -laufen in der Natur von vielen Ärzten als gesundheitlich wertvoll empfohlen, gleichzeitig wird aber vor Überanstrengung vorgeschädigter oder nicht ans Barfußlaufen gewöhnter Füße, vor allem auf hartem Boden, und vor hygienischen Problemen in der Stadt gewarnt.

### Verletzungen
Schnitt- und Stichwunden oder Insektenstiche stellen ein Risiko beim Barfußgehen dar. An sehr heißen Sommertagen können Oberflächen wie Teer und Asphalt zum Barfußlaufen zu heiß sein und bergen die Gefahr von Verbrennungen. In speziellen Biotopen kann es auch in Mitteleuropa Giftschlangen geben; im Wald und auf Wiesen droht Gefahr durch Bienen, Wespen und Zecken. Kinderspielbereiche und Freibäder müssen, damit sie zum Barfußgehen geeignet sind, von Scherben, Nägeln, Dosen und ähnlichem freigehalten werden; zur Vermeidung von Bienenstichen werden die Wiesen in diesen Bereichen regelmäßig gemäht. Auf Barfußpfaden gilt ebenfalls eine regelmäßige Wartung als erforderlich.
Zur Minimierung der genannten Risiken dient Umsicht beim Gehen und eine auf die Bedingungen des Barfußgehens abgestimmte Fußpflege (die nicht mit kosmetischer Fußpflege identisch ist). Es besteht zudem die Möglichkeit des Tetanus-Impfschutzes für jeden, der gerne barfuß geht. Es können auch Gegenmaßnahmen gegen Insektengiftallergie getroffen werden.
Im Falle von Verletzungen oder Erkrankungen des Bewegungsapparats kann Barfußlaufen zu Überlastungsschäden führen. In solchen Fällen sollten barfüßige Aktivitäten nur mit ärztlicher Erlaubnis und unter Betreuung durch einen kundigen Physiotherapeuten zum Einsatz kommen.
Größte Vorsicht sollte man walten lassen, falls es an den Füßen zu Wahrnehmungs- und Wundheilungsstörungen gekommen ist, wie sie etwa durch Diabetes mellitus verursacht werden können. Bei Zuckerkranken besteht die Gefahr, dass selbst kleine Verletzungen, die zu spät bemerkt werden, schlecht verheilen. Im Extremfall kann das zum Verlust von Gliedmaßen führen.

### Verkehrssicherheit
Die Straßenverkehrs-Ordnung § 23 besagt, dass der Fahrer die Verantwortung für die Verkehrssicherheit des Fahrzeugs und seine Bedienung hat, gibt jedoch keinerlei Anhalt für ein Barfußverbot. Damit besteht zunächst keine Rechtsgrundlage für die Verhängung von Geldbußen wegen barfüßigen Autofahrens. Falls tatsächlich ein unfallvermeidendes Bremsmanöver fehlschlägt, hat dies natürlich Auswirkungen auf die Schuldfrage und sich daraus ergebende Bußgelder und Haftpflichten. So drohen nach einer Entscheidung des Oberlandesgerichts Bamberg Straf- und Schadensersatzzahlungen, falls der Fahrer aufgrund seiner Barfüßigkeit vom Pedal rutscht und deshalb einen Unfall verursacht. Das gilt natürlich sinngemäß auch im umgekehrten Fall, wenn dies aufgrund von Tragen eines bestimmten Schuhwerks passiert, wenn gleichzeitig ein solcher Fall bei vorherigem Entledigen desselben nicht eingetreten wäre, also bei Herbeiführen einer Unfallsituation infolge Verwendung von ungeeignetem oder z. B. durch Matsch verschmutztem Schuhwerk. In einem solchen Fall kann das Barfußfahren auch durchaus geboten sein, vorausgesetzt, der Lenker beherrscht das sichere Führen des Fahrzeuges ohne Schuhwerk.
Nach § 44 der Unfallverhütungsvorschrift Fahrzeuge der Berufsgenossenschaften müssen alle Fahrer, die im Rahmen einer gewerblichen oder dienstlichen Tätigkeit ein Fahrzeug führen, Schuhe tragen, die den Fuß fest umschließen. Diese Sicherheitsrichtlinie, deren Einhaltung von den Vorgesetzten eingefordert werden muss, gilt also nicht nur für Berufskraftfahrer, die im gewerblichen Personen- oder Gütertransport tätig sind, sondern auch z. B. für einen Außendienstmitarbeiter oder Handwerker, der mit einem Firmenfahrzeug unterwegs ist. Von dieser Vorschrift sind nur Dienstfahrten ausgenommen, die mit dem eigenen Privatfahrzeug durchgeführt werden. Da Fahrschulen diesen Vorschriften unterliegen, müssen Fahrlehrer zu ihrer eigenen Sicherheit dieses Barfußverbot auch gegenüber den Fahrschülern aussprechen. Ein Verstoß gegen diese Vorschrift kann bußgeldrechtliche und bei einem Unfall mit Personenschaden sogar strafrechtliche Konsequenzen nach sich ziehen, sowohl für den Fahrer als auch für dessen Arbeitgeber. Ebenso kann ein Arbeitgeber arbeitsrechtliche Maßnahmen ergreifen, wenn Arbeitnehmer gegen diese Vorschrift verstoßen.
Andererseits kann es in bestimmten Situationen durchaus geboten sein, barfuß Auto zu fahren. Das ist dann der Fall, wenn aufgrund der getragenen Fußbekleidung ein gefahrloses Betätigen der Pedalvorrichtungen nicht gewährleistet ist und geeignetes Schuhwerk nicht zur Verfügung steht, so z. B. beim Fahren mit offenen, nicht am Fuß befestigten Schuhen, Schuhen mit hohem Absatz oder Riemen- oder Zehenstegsandalen (Flip-Flops). Diese geben den Füßen ohnehin kaum Stabilität beim Bremsen, bergen aber die Gefahr des Hängenbleibens an den Pedalen bzw. des Blockierens der Pedalwege. Das abgelegte Schuhwerk darf dann aber nicht im Fahrerfußraum aufbewahrt werden, damit es nicht zwischen die Pedale rutschen und diese blockieren kann.
Muss man nach einem Unfall das Fahrzeug verlassen, kann das Verletzungs- und Gesundheitsrisiken mit sich bringen, wenn man barfuß ist, da an der Unfallstelle Scherben oder abgerissene scharfkantige Fahrzeugteile herumliegen oder Flüssigkeiten wie Benzin oder Öl ausgelaufen sein können.

### Arbeitssicherheit
Viele Tätigkeiten sollten wegen möglicher Gefährdung der Füße nicht barfuß ausgeübt werden. Für solche Arbeiten sind im Beruf Sicherheitsschuhe vorgeschrieben. Sinnvollerweise überträgt man das auch auf Arbeiten im privaten Bereich, z. B. die Pflege von Stalltieren, Bauarbeiten, das Bewegen schwerer Lasten sowie das Hantieren mit gefährlichen Werkzeugen und Maschinen wie Hammern, Schneidegeräten usw.
In anderen Bereichen, etwa in Einrichtungen des Gesundheitswesens wie Arztpraxen und Klinken oder in der Gastronomie, müssen Mitarbeiter hingegen nicht wegen Gefährdung der Füße, sondern aus hygienischen Gründen geschlossene Schuhe tragen.

### Krankheitserreger

#### Parasiten
Die Larven der Hakenwürmer leben im Boden und können bei Hautkontakt auf den Menschen übergehen. Die Larven des dritten Stadiums durchbohren die Haut und wandern mittels Blutkreislauf in die Lunge und im letzten Larvenstadium von dort in die Bronchien. Hierdurch wird Husten provoziert, wodurch der in den Bronchien siztende Schleim in den Mund gelangt und früher oder später heruntergeschluckt wird. Nun befinden sich die Larven im Magen, werden von dort in den Darm transportiert, wo sie zu Würmer auswachsen, die sich an den Darmzotten festsetzen, um dort Blut zu trinken.

## Prominente Barfußläufer

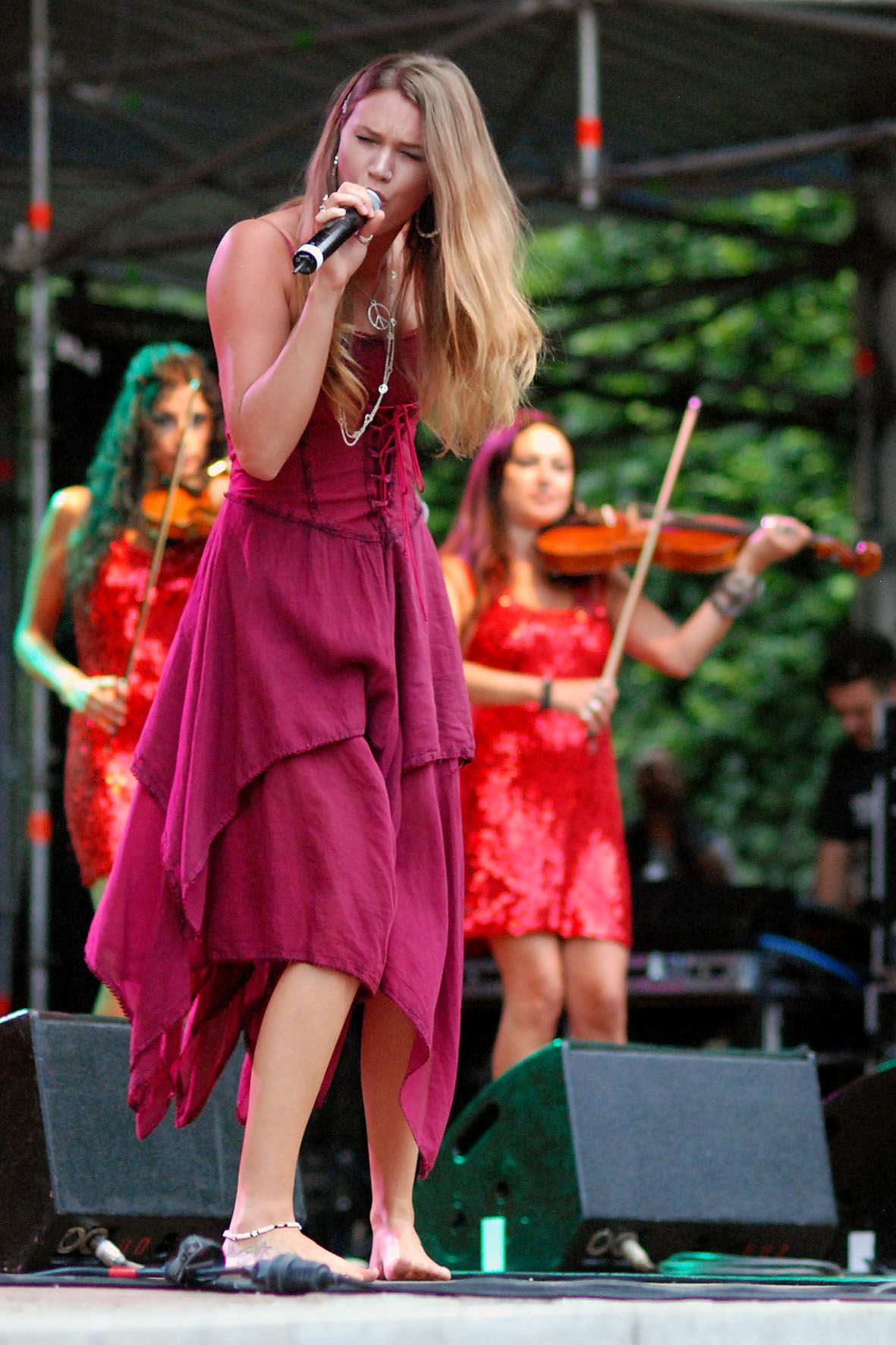
Joss Stone

Die Bläck Fööss (wörtlich: Blanke Füße, gleichbedeutend mit: Nackte Füße) [ˈbɭæk ˌføːs] (hörenⓘ) sind eine der erfolgreichsten Kölner Mundart-Musikgruppen. Anfang der 70er Jahre traten die Mitglieder der Band langhaarig, in Jeans und barfuß (was man später wegen der Verletzungsgefahr durch Glasscherben wieder aufgab) auf Karnevalssitzungen und -bällen auf, was die konservativen Karnevalsgesellschaften in dieser Zeit zum Teil sehr irritierte.
Auch einige weitere Musiker aus verschiedenen Genres sind dafür bekannt, regelmäßig bis immer barfuß aufzutreten: Die Violinistin Patricia Kopatchinskaja tritt in der Regel barfuß auf, um „direkte Verbindung mit der Erde“ zu haben. Auch die deutsche Violinistin und Schlagersängerin Franziska Wiese tritt barfuß und in weißen Kleidern auf, da sie so natürlich und unschuldig wirkt. Die Sängerin Oonagh trat anfangs barfuß auf, um wie eine Elfe oder Fee zu wirken, die mit den Elementen verbunden ist. Die kapverdische Sängerin Cesária Évora war aufgrund ihrer barfüßigen Auftritte unter dem Spitznamen Barefoot Diva bekannt. Weitere bekannte Beispiele aus der Pop- und Rockmusik sind Deep-Purple-Frontmann Ian Gillan, Sade, Rio Reiser, Shakira, Joss Stone, Sandie Shaw, Jimmy Buffett, Hiram Bullock, Harpo, Miss Allie, Florence-+-the-Machine-Sängerin Florence Welch, das Folk-Duo Tuó, die Band LaBrassBanda und die Poxrucker Sisters. Ein bekanntes Beispiel aus dem Bereich der Volksmusik ist die Gruppe Die Schäfer, die barfuß im Schäferkostüm auftreten. Der australische Musik-Komödiant Tim Minchin pflegt barfuß aufzutreten, baut jedoch Schuhwerk üblicherweise in die Ansage eines seiner Lieder ein (“The next song requires a boot” (deutsch: „Das nächste Lied erfordert einen Stiefel“)), welches er dann auch folgerichtig mit einem Stiefel an einem Fuß darbietet.
Beim Eurovision Song Contest kommt es immer wieder zu barfüßigen Auftritten von Teilnehmern. In jüngerer Vergangenheit konnte der Wettbewerb zweimal hintereinander von barfuß auftretenden Künstlerinnen gewonnen werden: 2012 von Loreen und 2013 von Emmelie de Forest.
Seit 2014 geht die Autorin Sabrina Fox ausschließlich barfuß. Sie beschreibt dies als eine „Freiheit, die sie ihren Füßen zurückgab, sie aufweckte und [dass sie] plötzlich auch wirklich den Boden wieder spürt.“ Sie trägt nur noch Schuhe in Situationen, in denen man für Hände Handschuhe bräuchte, d. h. zum Schutz vor Hitze oder Kälte.
Die Moderatorin Sarah Kuttner ist dafür bekannt, Sendungen des Öfteren barfuß zu moderieren.
Der australische Natur-Dokumentarfilmer Rob Bredl ist aufgrund seiner stets barfüßigen Expeditionen in der australischen Natur unter dem Spitznamen „The Barefoot Bushman“ bekannt.